# Johann Adolf Rossmäßler
Johann Adolf Roßmäßler (* 1770 in Leipzig; † 6. Januar 1821 ebenda) war ein deutscher Kupferstecher und Zeichner.
Johann Adolf Roßmäßler (Rosmaesler sen.) erhielt seine Ausbildung an der Akademie in Leipzig unter Oeser. Er zeichnete sich besonders in der Handhabung des Punktstichs aus. Er gab unter anderem 1812 in Leipzig eine „Gründliche Anweisung zeichnen zu lernen in einer Folge von 24 Blättern mit erklärendem Text nach Oeser“ heraus, die zwanzig Jahre später erneut aufgelegt wurde. Für die von 1818 bis 1832 von Schumann in Zwickau herausgegebene Porträtserie „Bildnisse der berühmtesten Menschen aller Völker und Zeiten“ lieferte er zahlreiche Stiche. Die Kupferstecher August (1752–1783) und Friedrich Roßmäßler (1775–1858) waren seine Brüder.
Adolf Roßmäßler war verheiratet mit Amalia Kluge. Sie hatten den Sohn Emil Adolf Roßmäßler.

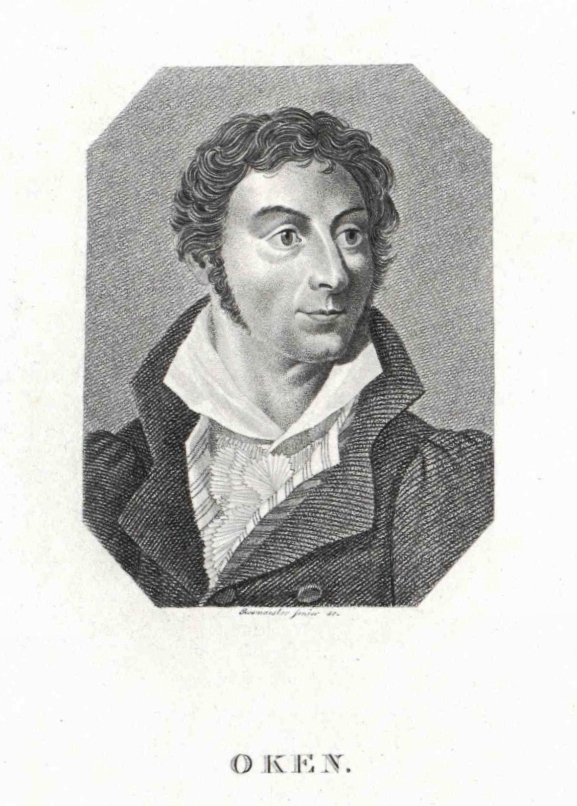
Lorenz Oken, Punktierstich von Rosmäsler sen.